# Daniel Trippett
Daniel Trippett est un acteur américain, qui officie également dans le domaine du doublage. 
Trippett commence sa carrière, en 2001, lorsqu'il double le personnage principal du film de Phil Nibbelink Leif Ericson: The Boy Who Discovered America. Après avoir joué un petit rôle dans la série Las Vegas, il interprète un second rôle dans le film indépendant Siren.
La même année, il revient dans le doublage, une nouvelle fois pour Phil Nibbelink, dans le film Romeo and Juliet: Sealed with a Kiss.

## Filmographie
- 2000 - Leif Ericson: The Boy Who Discovered America : Leif Ericson (voix)
- 2004 - Las Vegas : Le gondolier chanteur (épisode Arrête-là si tu peux de la seconde saison)
- 2006 - Siren : Kyle
- 2006 - Romeo and Juliet: Sealed with a Kiss : Romeo (voix)